# Pyramimitridae
Pyramimitridae (лат.) — семейство морских брюхоногих моллюсков из группы ценогастропод (Caenogastropoda). Известны в ископаемом виде.
Раковина среднего размера, достигает около 20 мм у взрослых, узко веретеновидная или теребровидная, довольно прочная, с высоким приподнятым шпилем. Сифональный канал короткий или средней длины, от почти прямого до сильно изогнутого. Протоконх планктотрофного личиночного типа (3-4 оборота) у ископаемых видов, с осевыми ребрами на втором или третьем обороте, крепкий, широко расставленный, опистоциртный, параллельный границе протоконха и телеоконха. У большинства современных видов протоконх луковицеобразный, непланктотрофного личиночного типа. Обороты телеоконха слегка выпуклые, иногда почти плоские, может присутствовать подшовный пандус. Доминирует спиральная скульптура, из крепких шнуров, которые могут образовывать бусины при пересечении осевых ребер. Адаптивный спиральный шнурок более или менее выражен ниже шва. Осевая скульптура различной значимости: от незаметных, широких и волнистых до острых, прямых или извилистых ребер. Колумелла гладкая или с двумя косыми, близко расположенными косами. Внутренняя апертурная губа гладкая или лировидная.
Оперкулюм отсутствует. Хоботок короткий, с буккальной массой у основания хоботка, слюнные железы ацинозные, железа Лейблейна маленькая, трубчатая. Радула с тремя зубцами в поперечном ряду: рахидий с широким основанием, сильно или умеренно изогнутым вперед, и с большим острием, исходящим от заднего края, и неравномерно расположенными дополнительными зубчиками; субтреугольные, узкие, но высокие, совкообразные боковые зубы, с несколькими небольшими дополнительными остриями на внутреннем крае.
Известны со времен эоцена. Современные виды Pyramimitridae встречаются в глубоких водах (270—1588 м).

## Классификация
По данным Molluscabase, на январь 2025 года отряд включает 2 подсемейства, а также 4 современных и 2 полностью ископаемых рода:
- Mitristinae S.-I Huang, M.-H. Lin & C.-L. Chen, 2025
  - Mitrista S.-I Huang, M.-H. Lin & C.-L. Chen, 2025
- Pyramimitrinae Cossmann, 1901
  - Endiatoma Cossmann, 1896 †
  - Hortia Lozouet, 1999
  - Pyramimitra Conrad, 1865 †
  - Teremitra Kantor, Lozouet, Puillandre & Bouchet, 2014
  - Vaughanites Woodring, 1928